# Municipio de Ben Lomond
El municipio de Ben Lomond (en inglés: Ben Lomond Township) es un municipio ubicado en el condado de Sevier en el estado estadounidense de Arkansas. En el año 2010 tenía una población de 233 habitantes y una densidad poblacional de 3,38 personas por km².

## Geografía
El municipio de Ben Lomond se encuentra ubicado en las coordenadas 33°51′2″N 94°7′2″O / 33.85056, -94.11722. Según la Oficina del Censo de los Estados Unidos, el municipio tiene una superficie total de 68.88 km², de la cual 67,03 km² corresponden a tierra firme y (2,68 %) 1,84 km² es agua.

## Demografía
Según el censo de 2010, había 233 personas residiendo en el municipio de Ben Lomond. La densidad de población era de 3,38 hab./km². De los 233 habitantes, el municipio de Ben Lomond estaba compuesto por el 76,82 % blancos, el 16,31 % eran afroamericanos, el 2,15 % eran amerindios, el 0,43 % eran asiáticos, el 2,58 % eran de otras razas y el 1,72 % eran de una mezcla de razas. Del total de la población el 4,72 % eran hispanos o latinos de cualquier raza.